# Metarthrodes pulcherrimus
Metarthrodes pulcherrimus is een hooiwagen uit de familie Gonyleptidae.